# Kenya ved sommer-OL 2020
Kenya deltog under Sommer-OL 2020 i Tokyo, som blev afviklet i perioden 23. juli til 8. august 2021.

## Medaljer
| 2020 Tokyo | Guld | Sølv | Bronze | Total |
| Kenya      | 4    | 4    | 2      | 10    |

### Medaljevinderne
| Kenya under sommer-OL 2020 i Tokyo | Kenya under sommer-OL 2020 i Tokyo | Kenya under sommer-OL 2020 i Tokyo | Kenya under sommer-OL 2020 i Tokyo | Kenya under sommer-OL 2020 i Tokyo |
| Medalje                            | Navn                               | Sport                              | Event                              | Dato                               |
| ---------------------------------- | ---------------------------------- | ---------------------------------- | ---------------------------------- | ---------------------------------- |
| Guld                               | Emmanuel Korir                     | Atletik                            | 800 meter                          | 4. august                          |
| Guld                               | Faith Kipyegon                     | Atletik                            | Damernes 1500 m løb                | 6. august                          |
| Guld                               | Peres Jepchirchir                  | Atletik                            | Damers marathon                    | 7. august                          |
| Guld                               | Eliud Kipchoge                     | Atletik                            | Mænds marathon                     | 8. august                          |
| Sølv                               | Hellen Obiri                       | Atletik                            | Damernes 5000 m løb                | 2. august                          |
| Sølv                               | Ferguson Rotich                    | Atletik                            | 800 meter                          | 4. august                          |
| Sølv                               | Brigid Kosgei                      | Atletik                            | Damers marathon                    | 7. august                          |
| Sølv                               | Timothy Cheruiyot                  | Atletik                            | Herrernes 1500 m løb               | 7. august                          |
| Bronze                             | Benjamin Kigen                     | Atletik                            | Mænds 3000 meter forhindringsløb   | 2. august                          |
| Bronze                             | Hyvin Kiyeng Jepkemoi              | Atletik                            | Damers 3000 meter forhindringsløb  | 4. august                          |